# 薩摩山崎站
薩摩山崎站（日语：／ Satsuma-Yamazaki eki */?）是位於鹿兒島縣薩摩郡宮之城町久富木（現時：薩摩郡薩摩町久富木），日本國有鐵道（國鐵）宮之城線的鐵路車站（廢站）。

## 歷史
- 1926年（大正15年）5月8日：樋脇站至宮之城站之間開通，此站啟用[3]。當時為一般車站[4]。
- 1962年（昭和37年）3月25日：結束貨運業務[2]。
- 1963年（昭和38年）4月1日：成為業務委託車站。
- 1983年（昭和58年）3月14日：成為無人車站[5]。
- 1987年（昭和62年）1月10日：隨著宮之城線全線廢除，此站也被廢除[2]。

## 車站構造
此站為無人車站，設有1面1線的單式月台和站舍。曾經此站設有2面2線的相對式月台，當時為有人車站。

## 使用狀況
以下為各年1日平均上下車人次和貨物起卸量列表。
| 年度               | 上下車人次（人） | 貨物起卸量（公噸） |
| ------------------ | ---------------- | ------------------ |
| 1926年（大正15年） | 70,313           | 1,543              |
| 1935年（昭和10年） | 34,095           | 4,249              |
| 1945年（昭和20年） | 126,686          | 6,300              |
| 1955年（昭和30年） | 127,844          | 6,850              |
| 1965年（昭和40年） | 128,176          | -                  |
| 1968年（昭和43年） | 116,337          | -                  |

## 車站周邊
- 久富木簡易郵局

## 狀況
現時站舍已拆毀，並設置了「國鐵宮之城線薩摩山崎站跡」之紀念碑和車輪。

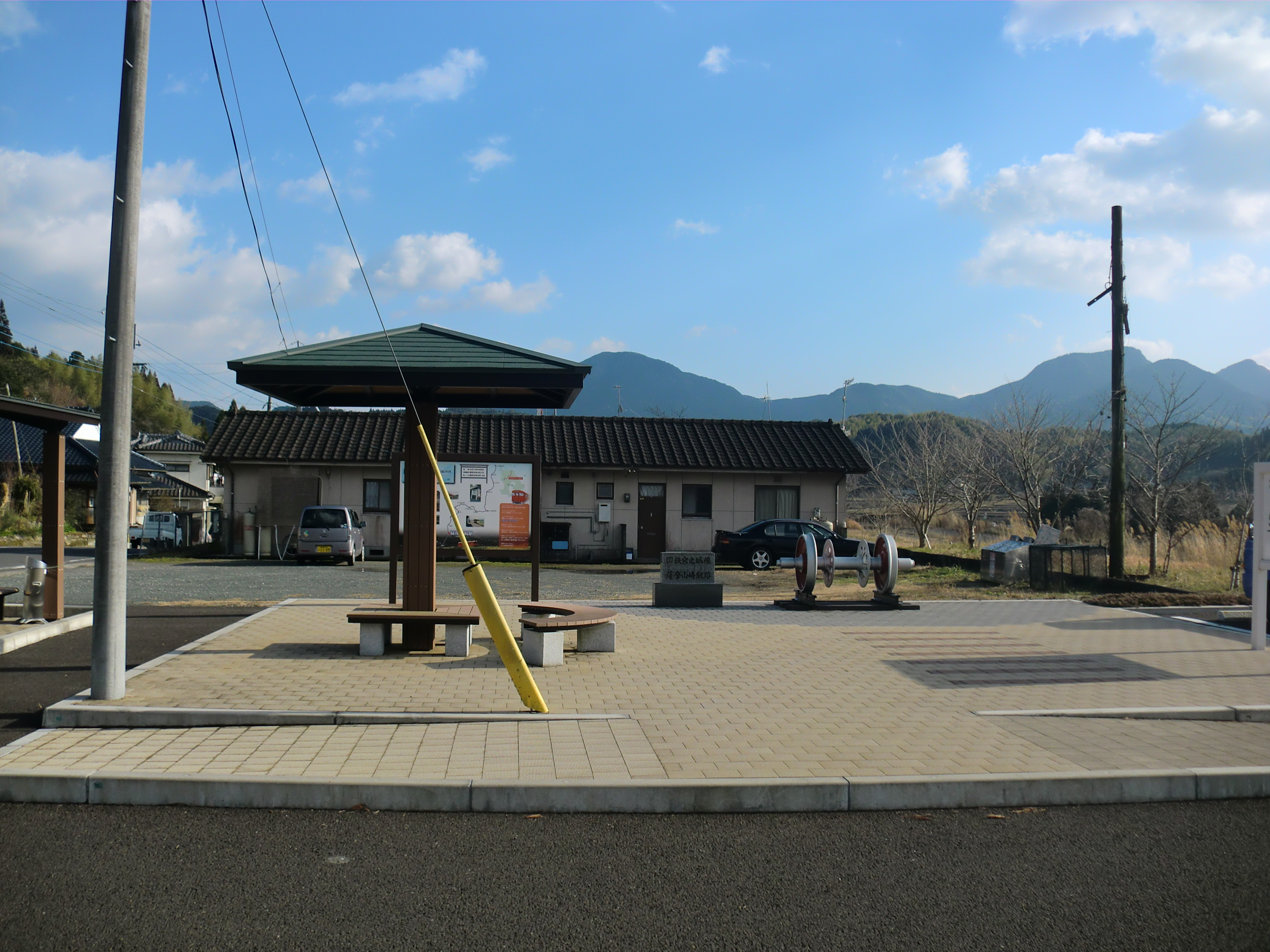
薩摩山崎站遺址（2013年1月14日）
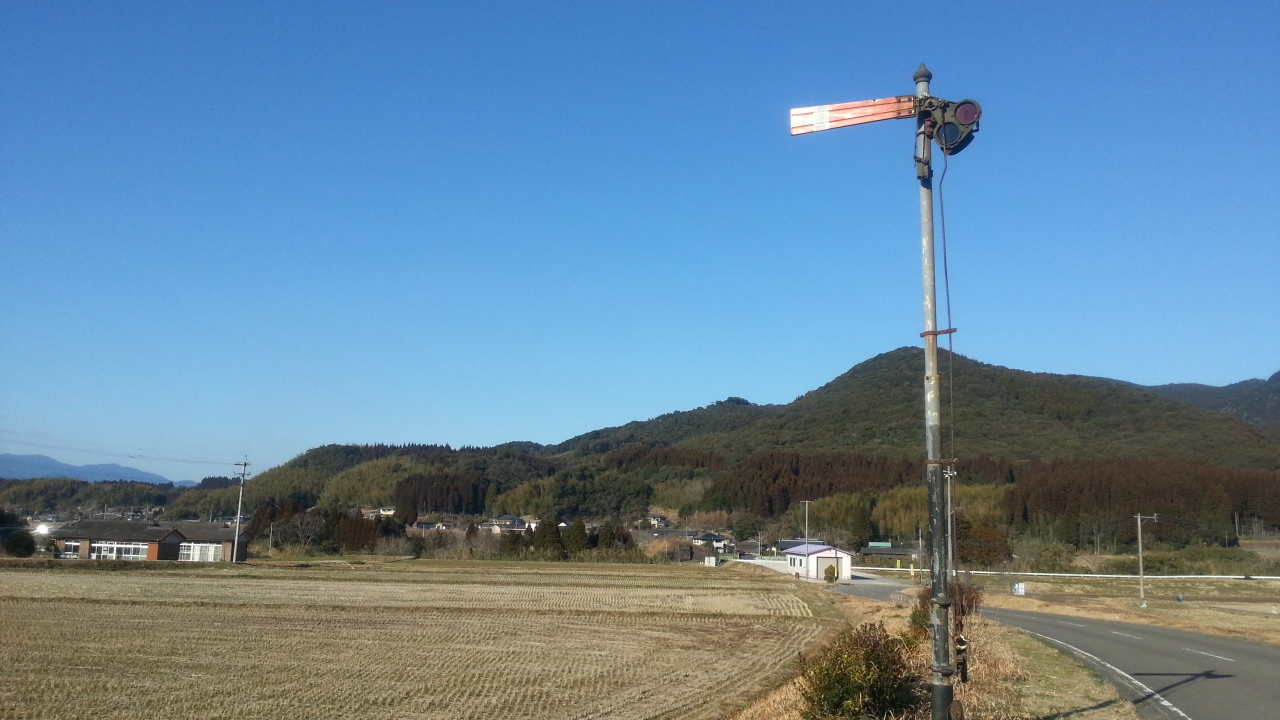
薩摩山崎站附近臂木式號誌機
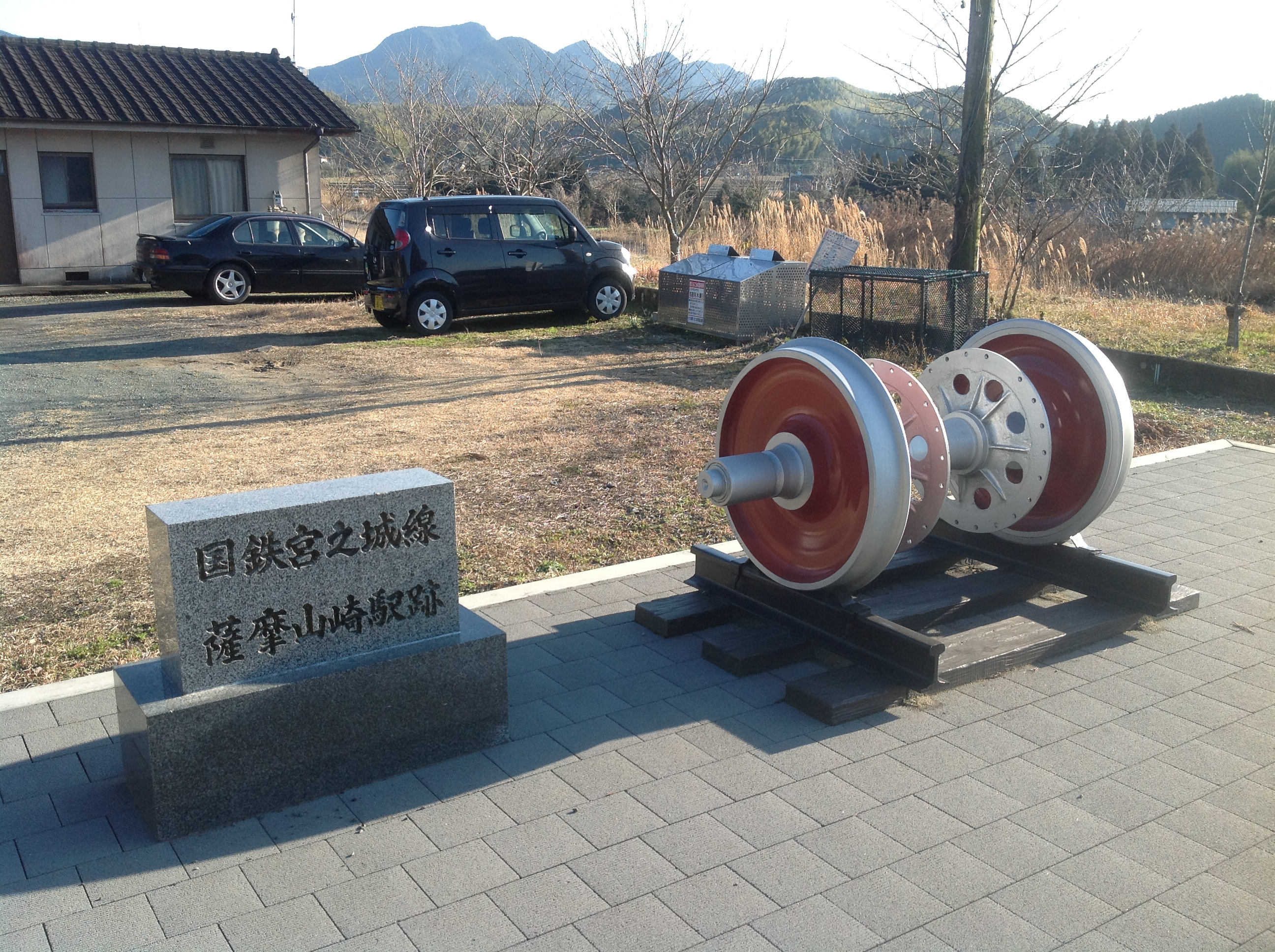
車站紀念碑和車輪

## 相鄰車站
日本國有鐵道（國鐵）
宮之城線
入來－薩摩山崎－船木

## 注腳
1. ↑  官報.1926年5月3日（p.5＜宮之城線樋脇宮之城間鐵道運輸營業開始＞を参照） - 國立國會圖書館數碼化資料 2012年7月20日參閱
2. 1 2 3 4  石野哲（編）. . JTB. 1998: 707. ISBN 978-4-533-02980-6 （日语）.
3. ↑  《日本鐵道旅行地圖帳（日语：日本鉄道旅行地図帳）》九州沖繩 p.50
4. ↑  《宮之城町史》p.789 宮之城町
5. ↑  . 鐵道公報（日语：鉄道公報） (日本國有鐵道總裁室文書課). 1983-03-12: 2 （日语）.
6. ↑  《宮之城町史》p.790 宮之城町

## 相關項目
- 日本鐵路車站列表 Sa